# マッターホルン・ゴッタルド鉄道HGe4/4 II形/ツェントラル鉄道HGe101形電気機関車

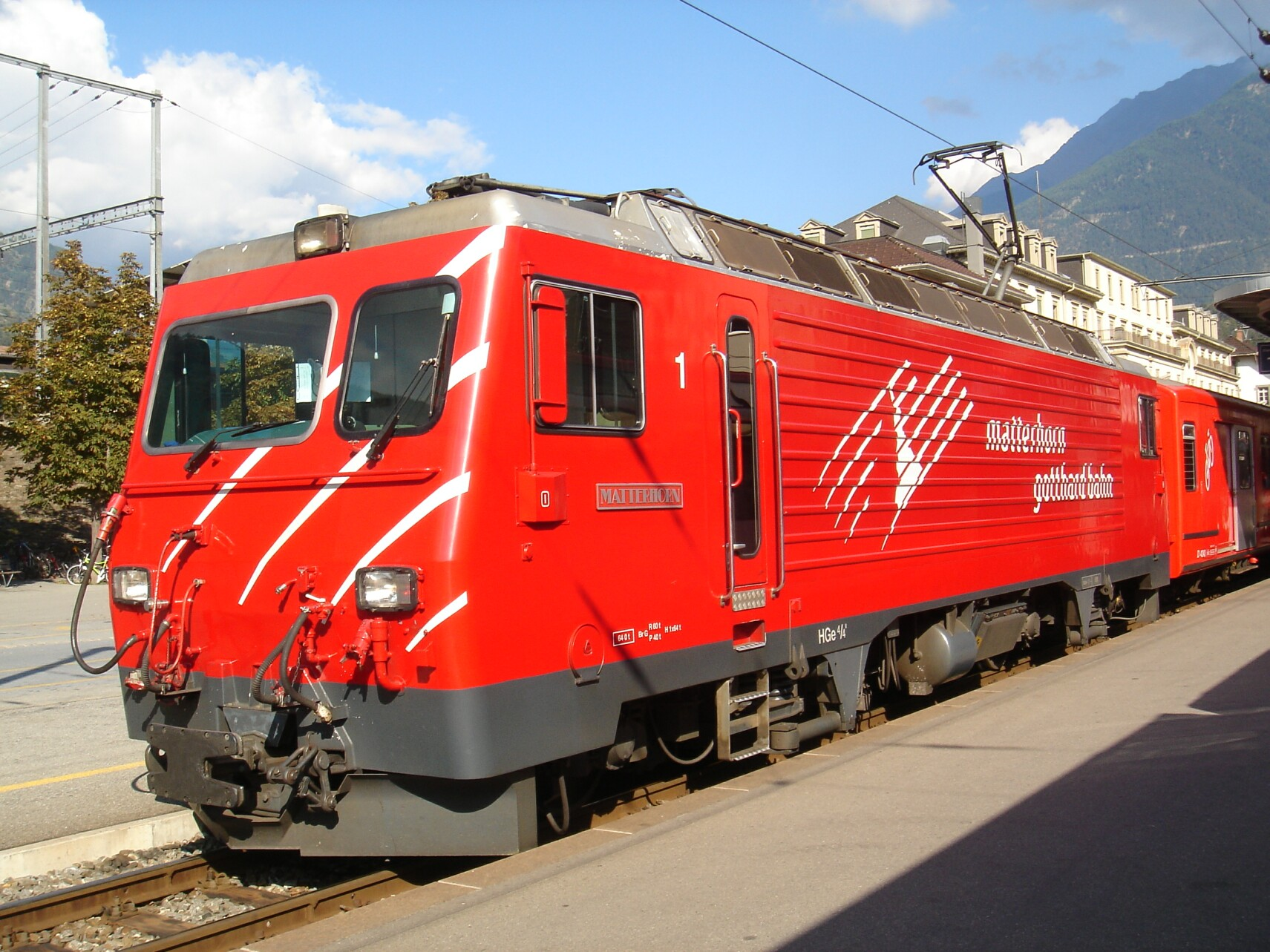
マッターホルン・ゴッタルド鉄道のHGe4/4^{II} 1号機、ブリーク駅、2005年

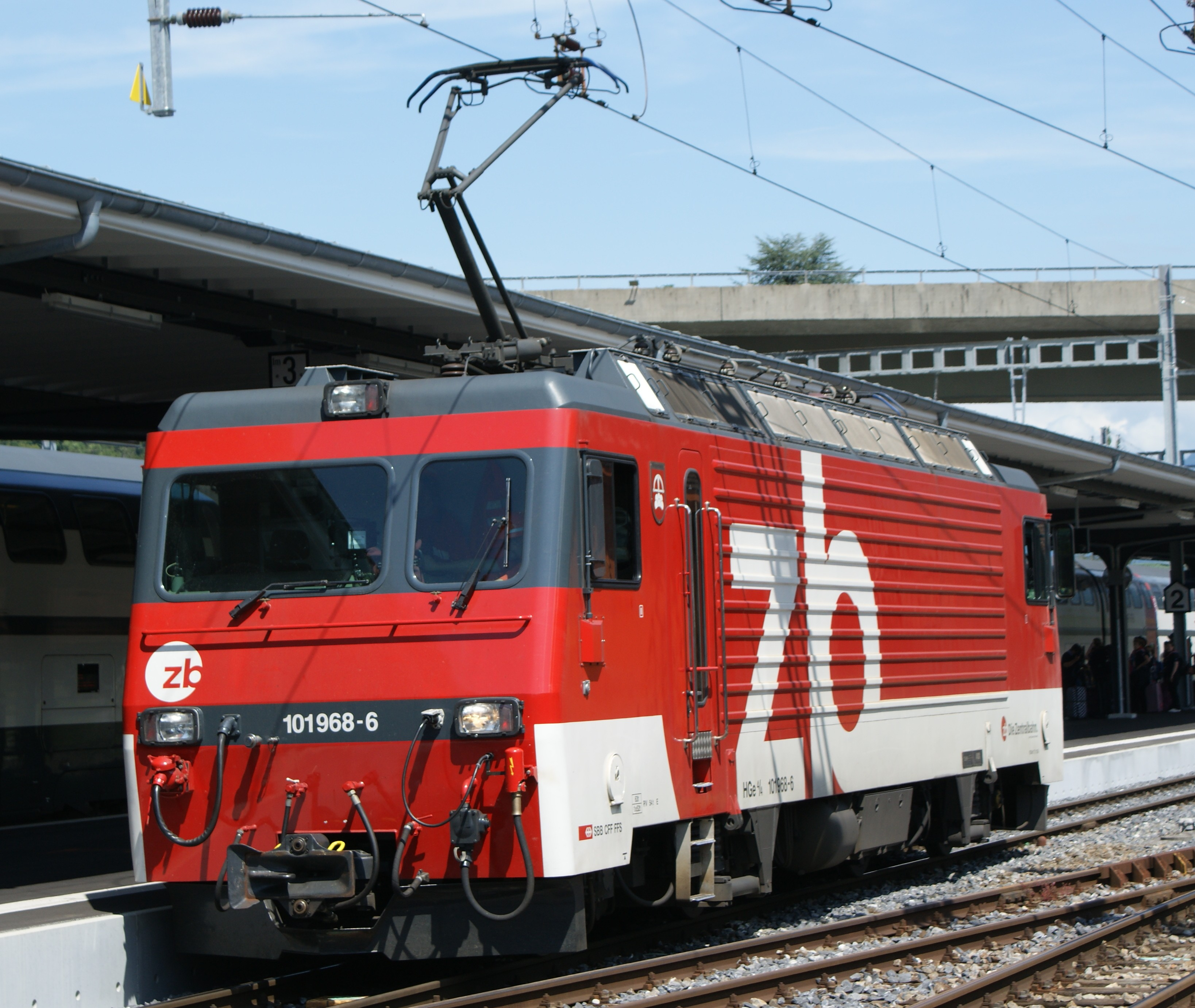
ツェントラル鉄道のHGe101 968号機、インターラーケン・オスト駅、2009年

マッターホルン・ゴッタルド鉄道HGe4/4II形電気機関車（マッターホルン・ゴッタルドてつどうHGe4/4IIがたでんききかんしゃ）は、スイス南部の私鉄であるマッターホルン・ゴッタルド鉄道（Matterhorn-Gotthard-Bahn (MGB)）で使用されている山岳鉄道用ラック式電気機関車である。同型のツェントラル鉄道HGe101形電気機関車（ツェントラルてつどうHGe101がたでんききかんしゃ）がスイス中央部の私鉄であるツェントラル鉄道（Zentralbahn (ZB)）で使用されている。

## 概要
1970--80年代のスイスにおいて中形のラック式電気機関車を使用していた鉄道のうち、スイス連邦鉄道 (スイス国鉄)の唯一の1m軌間の路線であるブリューニック線では、主力となっていた1941年製の16機のDeh4/6形（後のDeh120形）荷物電車の経年が進んできたことと、HGe4/4I形電気機関車（後のHGe100形）2機が駆動装置の不調により十分な性能を発揮できていなかったことから輸送量の増加と粘着区間での速度向上が可能となる新しい機関車の検討を1970年代より継続していた。また、同様にフルカ・オーバーアルプ鉄道でも1982年のフルカベーストンネルの開通によって見込まれる輸送量の増大と速度向上に対応でき、経年が進んでいた上に粘着区間での最高速度が低い1940-1956年製のHGe4/4I形電気機関車の代替となる機関車の検討をしていた。当時両鉄道で運行されていたHGe4/4I形はともに車軸配置Bozz'Bozz'で、2軸ボギー台車の各軸に主電動機1基ずつを装備して、動輪と動軸に滑合されたラック区間用ピニオンを同じ主電動機・駆動装置で駆動する方式であった。この方式は1905年以降、小出力の電車を手始めに次第に大出力の電気機関車にも採用されるようになった方式であり、構造が単純で小型化もできることから現在でもスイス製のラック式電車では最も実績のある方式となっている。
一方でこの方式は直径の異なる動輪とピニオンが歯車を介して機械的に接続され、動輪のタイヤが1/2摩耗した際に動輪とピニオンの周速が一致するよう歯車比が設定されるものであるため、大出力の機体では動輪径によっては周速の差による駆動装置への負担が大きくなり、結果として定格出力1700kWのスイス国鉄HGe4/4I形では駆動装置の不調により2機のみの製造で、運用も限られるものとなるに至っていた。また、同じく動輪とピニオンが常時接続される構造上、粘着区間での最高速度が小出力の電車で60-70km/h程度、大出力の電気機関車では50km/h台に制限される一方で、電気機関車が運用される本線系の路線ではラック区間の距離に比べて粘着区間の距離の比率が高いこともあってダイヤ編成・運用上のネックとなり、特に粘着区間に平坦線が多い上に、粘着式とラック式の駆動装置を別個に装備し、最高速度75km/hを発揮するDeh4/6形を運行していたブリューニック線ではその問題が顕著であった。
そのような状況のもと、スイス国鉄1978-80年に新しいラック区間用電気機関車とそれによる運行の基礎計画をとりまとめ、そこにフルカ・オーバーアルプ鉄道と、ブリューニック線と接続するルツェルン-スタンス-エンゲルベルク鉄道、フルカ・オーバーアルプ鉄道と接続し、1929-39年に製造されたHGe4/4形6機を運行していたブリーク-フィスプ-ツェルマット鉄道が加わり、BAVが取りまとめる形で"プロジェクトHGe4/4 II"が発足し、車体、機械部分、台車の製造をSLM、電機部分、主電動機の製造をBBCが担当することとして開発が進められた。このプロジェクトによりまとめられた新しいHGe4/4II形の基本的な開発要件は以下の通りであった。
- ブリューニック線およびフルカ・オーバーアルプ鉄道線の旅客列車、貨物列車、フルカベーストンネルにおける自動車輸送の列車フェリー等すべての列車の牽引に使用されるほか、除雪列車および工事列車にも使用可能なものとする。諸条件において牽引することが想定される各列車の牽引トン数は下表の通りとする。

| 項目       | 項目         | フルカ・オーバーアルプ鉄道 | フルカ・オーバーアルプ鉄道 | スイス国鉄  |
| 粘着区間   | 勾配         | 40パーミル                 | 30パーミル                 | 19パーミル  |
| ---------- | ------------ | -------------------------- | -------------------------- | ----------- |
| 粘着区間   | 旅客列車     | 150t                       | -                          | 200t        |
| 粘着区間   | 貨物列車     | -                          | -                          | 400t        |
| 粘着区間   | 列車フェリー | -                          | 350t                       | -           |
| ラック区間 | 勾配         | 110パーミル                | 110パーミル                | 120パーミル |
| ラック区間 | 上り勾配     | 130t                       | 130t                       | 120t        |
| ラック区間 | 下り勾配     | 130t                       | 130t                       | 170t        |

- スイス国鉄機は13kV（定格15kV）、フルカ・オーバーアルプ鉄道機は9.5kV（定格11kV）の架線低電圧の状況でもスイス国鉄機は120パーミルで120t、フルカ・オーバーアルプ鉄道機は110パーミルで130tを牽引して30km/hを発揮できる速度性能を持つほか、粘着区間での最高速度をスイス国鉄機は100km/h、フルカ・オーバーアルプ鉄道機は90km/hとする。
- 重連総括制御機能を備え、スイス国鉄機、フルカ・オーバーアルプ鉄道機ともにHGe4/4II形同士の重連総括制御が可能であるほか、フルカ・オーバーアルプ鉄道は制御客車からの、スイス国鉄機は除雪車からの遠隔制御を可能とする。

また、本形式では従来の機体における駆動装置の問題を解決し、上記の性能要件を満足するために、SLMが新たに開発した粘着/ラック式の駆動装置が採用されることとなった。これは従来の機体の駆動装置と同じく1基の主電動機で動輪とピニオン各1軸ずつを駆動するものであるが、動輪とピニオン間に遊星歯車機構を使用した差動装置を装備してそれぞれの周速の差を吸収するとともに、粘着区間では90/100km/h（マッターホルン・ゴッタルド鉄道機/ツェントラル鉄道機）の最高速度を可能とするものとなっている。また、電機機器は同じ1980年代のスイス国鉄の標準軌用の機体と同様のサイリスタ位相制御を採用しており、1時間定格出力1932kW、牽引力150kN、最大牽引力230kN/280kN（粘着区間/ラック区間）を発揮して、最大勾配120パーミルで120tの列車を牽引可能な性能を確保している。
本形式は1985年に試作機が5機、1989-90年に量産機が16機製造されている。まず1983年2月22日にスイス国鉄が21.9百万スイス・フランで試作機4機を発注しており、HGe4/4II 1951-1954号機となる予定であったが、その後このうち2機をフルカ・オーバーアルプ鉄道に振り分けるとともに同鉄道向けに1機を追加しており、最終的には計5機の試作機が以下の条件のもと製造されている。
- 試作機は5機として2機をスイス国鉄向け、3機をフルカ・オーバーアルプ鉄道向けとする。
- 製造はスイス国鉄が主導して進めることとし、フルカ・オーバーアルプ鉄道がこれに参画する。
- 後日量産機が導入された際にはスイス国鉄の試作機をフルカ・オーバーアルプ鉄道に転籍させることとし、予め両鉄道向けともなるべく同一仕様としておく。

なお、最初の発注当初の計画では、運転台が左側運転台でマスターコントローラーは運転席左側に縦軸式のものを配置していたほか、屋根肩部の冷却吸気口が少ない、車体のボルスタアンカ受の位置と形状が異なるなどの差異があり、これらは発注後に設計変更されている。5機の試作機は1985-86年に予定通りに配属され、それぞれスイス国鉄HGe4/4II 1951-1952号機、フルカ・オーバーアルプ鉄道HGe4/4II 101-103号機として運用されている。その後1986年に発注された16機の量産機が1989-90年に導入され、試作機と同形の機体3機がフルカ・オーバーアルプ鉄道、5機がブリーク-フィスプ-ツェルマット鉄道に配属となってそれぞれHGe4/4II 106-108号機、HGe4/4II 1-5号機となったほか、若干の変更を行った機体8機がスイス国鉄ブリューニック線に配属されてHGe101 961-968号機となっている（なお、スイス国鉄の機体は称号改正によってHGe4/4II形からHGe101形に変更となり、機番も当初1961-1968号機となる予定であったものが961-968号機に変更されたものである）。また、量産機の導入と同時に、当初の予定通りスイス国鉄の試作機のHGe4/4II 1951および1952号機の2機がフルカ・オーバーアルプ鉄道へ転籍してHGe4/4II 104および105号機となっているが、その際に架線電圧やラックレール方式の違いのためスイス国鉄仕様となっていた主変圧器と台車/駆動装置を新造したフルカ・オーバーアルプ鉄道仕様のものに交換し、旧来のものをスイス国鉄の量産機に転用しているほか、連結器、電気連結器もフルカ・オーバーアルプ鉄道仕様に改造している。
なお、その後2000年以降のスイスの鉄道の再編の中で2003年1月1日にフルカ・オーバーアルプ鉄道とブリーク-フィスプ-ツェルマット鉄道の後身のBVZツェルマット鉄道が合併してマッターホルン・ゴッタルド鉄道となり、2005年1月1日にはブリューニック線がルツェルン-スタンス-エンゲルベルク鉄道に移管されて同時にツェントラル鉄道に改称し、フルカ・オーバーアルプ鉄道機とブリーク-フィスプ-ツェルマット鉄道機は全機マッターホルン・ゴッタルド鉄道HGe4/4II 1-5および101-108号機に、スイス国鉄機はツェントラル鉄道HGe101 961-968号機となって現在に至っている。それぞれの機番とSLM製番、製造年、機体名は下記のとおりで、各機体には沿線の都市や山、峠の名前が付けられており、都市名を持つ機体にはその都市の紋章が機体に設置されている。また、富士急行との姉妹鉄道である旧ブリーク-フィスプ-ツェルマット鉄道の5号機はMount Fujiと名づけられ、"マウント 富士号"と書かれたプレートをつけている。
| マッターホルン・ゴッタルド鉄道HGe4/4II形 （試作機・旧フルカ・オーバーアルプ鉄道HGe4/4II形） - 101 - 5284 - 1985年 - Ville de Sion/Sitten - 102 - 5285 - 1985年 - Altdorf - 103 - 5292 - 1985年 - Chur/Marcau da Cuera （試作機・旧スイス国鉄→旧フルカ・オーバーアルプ鉄道HGe4/4II形） - 104 - 5282 - 1990年転籍 - Furka ← SBB 1951 - 105 - 5283 - 1990年転籍 - Oberalp/Alp Su ← SBB 1952 （量産機・旧フルカ・オーバーアルプ鉄道HGe4/4II形） - 106 - 5392 - 1989年7月4日 - St. Gotthard/S.Gottardo - 107 - 5393 - 1989年7月26日 - Grimsel - 108 - 5394 - 1989年8月23日 - Nufenen （量産機・旧ブリーク-フィスプ-ツェルマット鉄道HGe4/4形） - 1 - 1989年 - Matterhorn - 2 - 1989年 - Monte Rosa - 3 - 1989年 - Dom - 4 - 1989年 - Täschhorn - 5 - 1989年 - Dent Blanche → Mount Fuji | ツェントラル鉄道HGe101形 （試作機・旧スイス国鉄HGe4/4II形） - 1951 - 5282 - 1986年9月10日 - 機体名無 → FO 104 - 1952 - 5283 - 1986年12月19日 - 機体名無 → FO 105 （量産機・旧スイス国鉄HGe101形） - 961 - 5395 - 1989年10月26日 - Horw - 962 - 5396 - 1989年10月26日 - Hergiswil - 963 - 5397 - 1989年12月6日 - Alpnach - 964 - 5398 - 1990年1月18日 - Sachseln - 965 - 5399 - 1990年3月6日 - Lungern - 966 - 5400 - 1990年3月8日 - Brünig-Hasliberg - 967 - 5401 - 1990年3月21日 - Brienz - 968 - 5402 - 1990年4月20日 - Ringgenberg |

マッターホルン・ゴッタルド鉄道機エンブレム一覧
101号機 Ville de Sion/Sitten
102号機 Altdorf
103号機 Chur/Marcau da Cuera

ツェントラル鉄道機エンブレム一覧
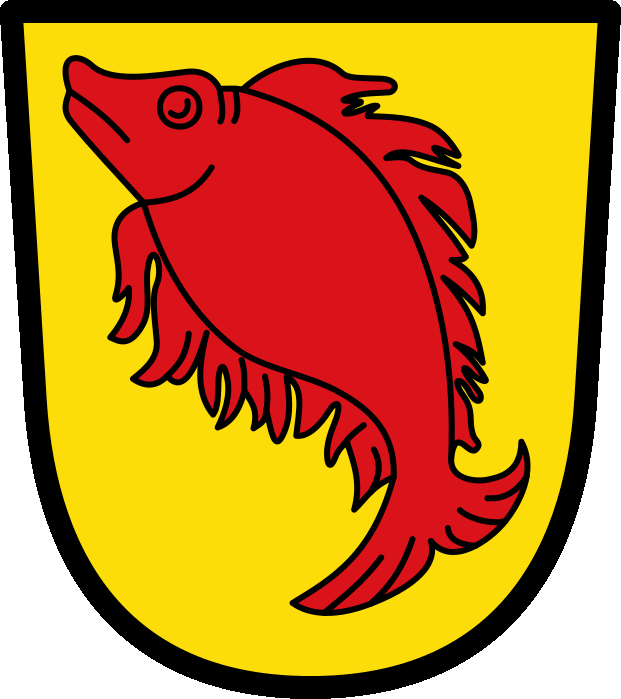
961号機 Horw
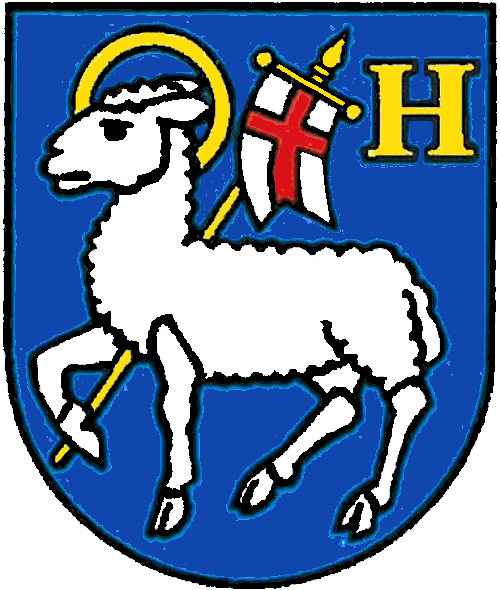
962号機 Hergiswil
963号機 Alpnach
964号機 Sachseln
965号機 Lungern
966号機 Brünig-Hasliberg
967号機 Brienz
968号機 Ringgenberg

## 仕様

### 車体

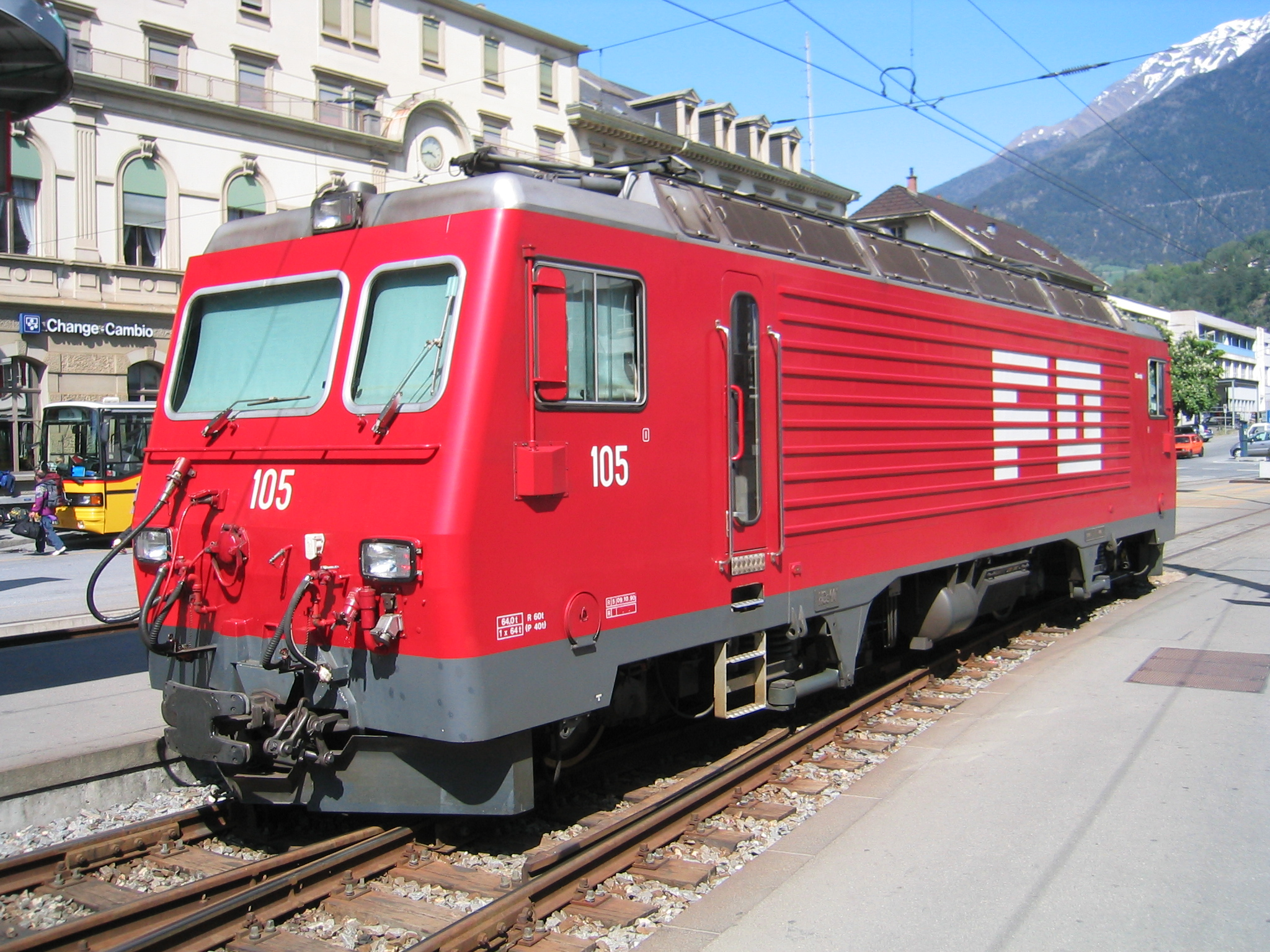
HGe4/4^{II} 105号機、フルカ・オーバーアルプ鉄道塗装、ブリーク駅、2003年

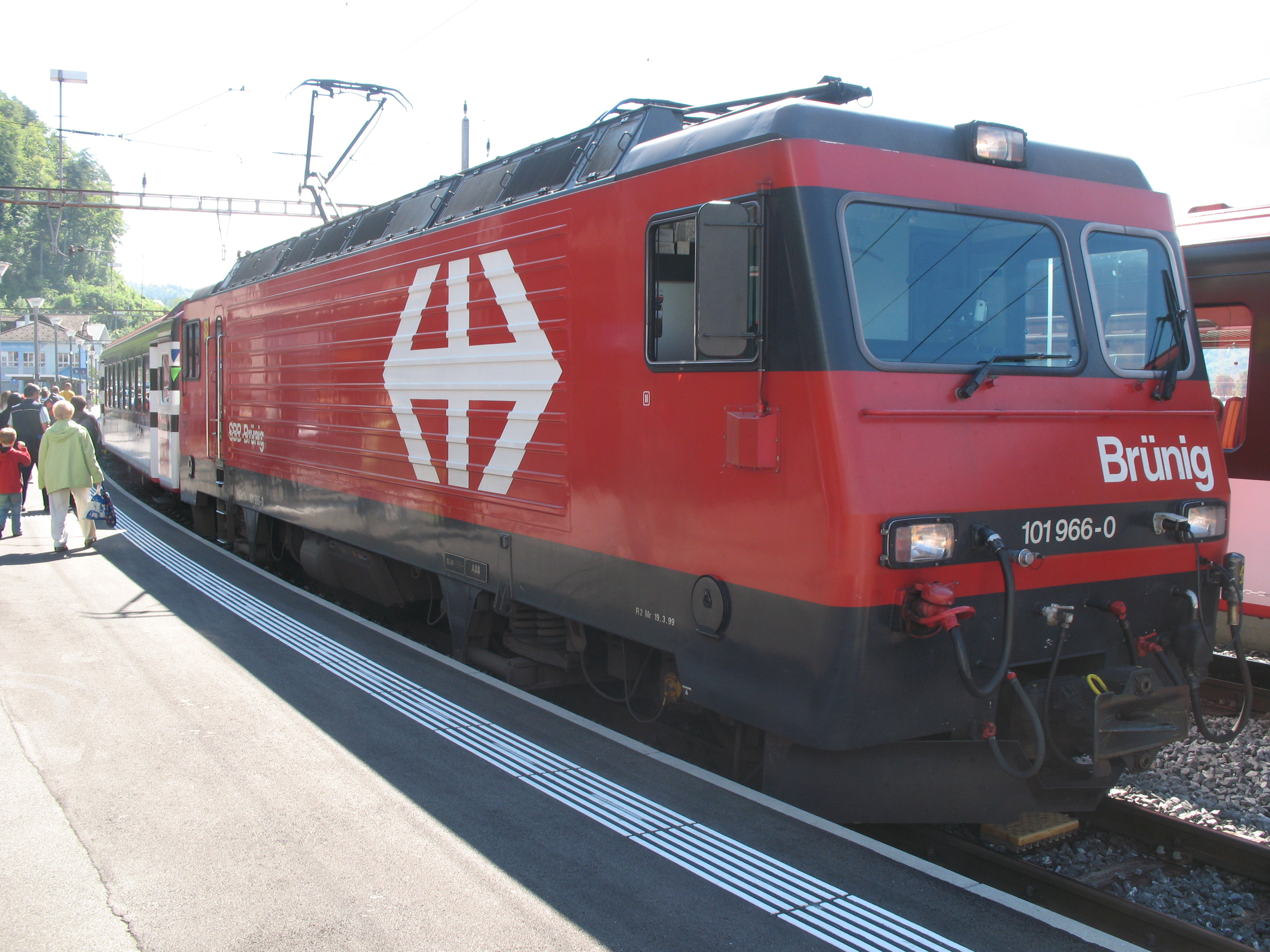
HGe101 966号機、スイス国鉄量産機塗装、ブリエンツ駅、2007年

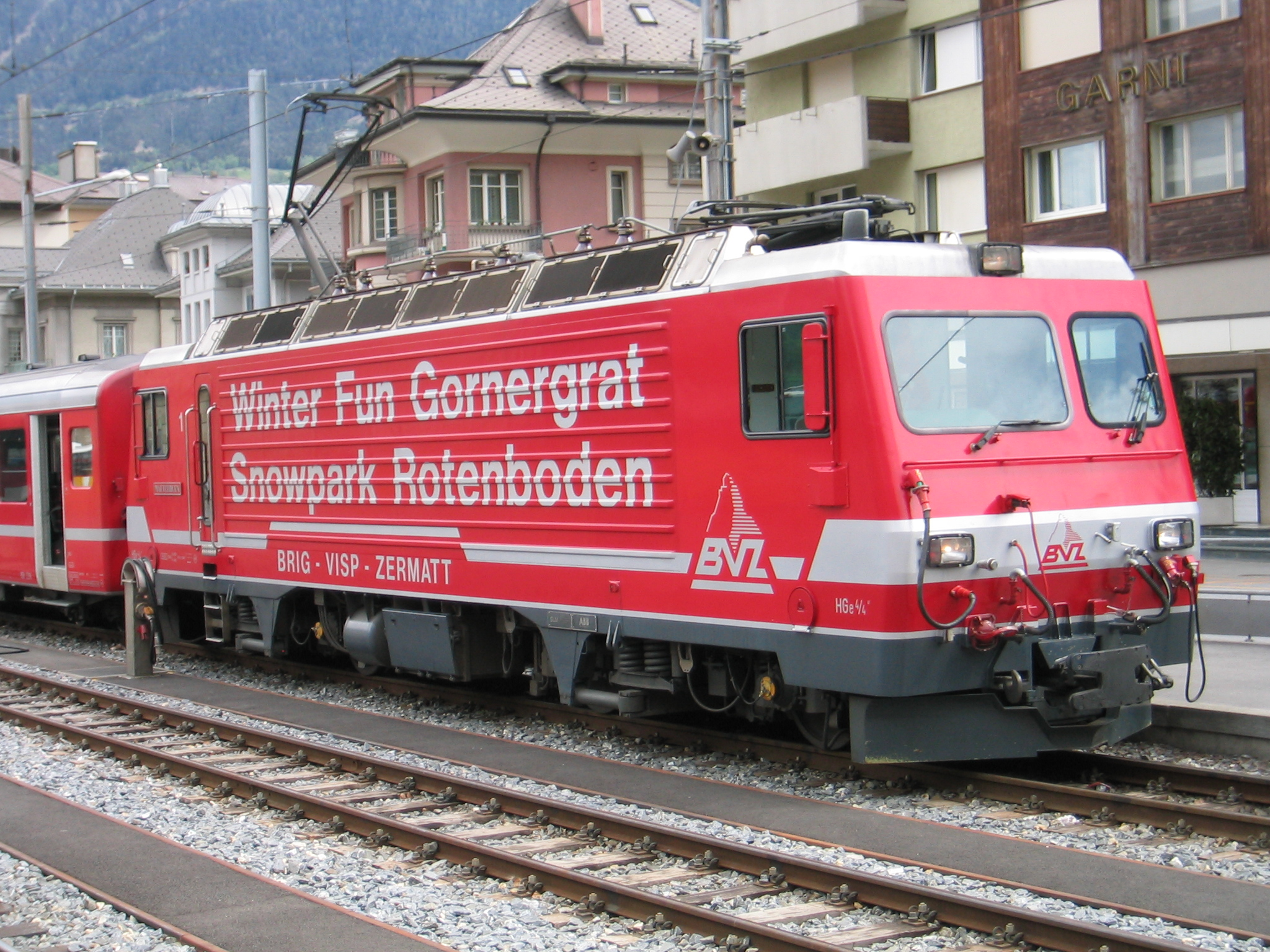
HGe4/4^{II} 1号機、ブリーク-フィスプ-ツェルマット鉄道塗装、ブリーク駅、2003年

- 車体は台枠、妻構体および側構体は鋼製で屋根のみアルミ製となっており、側構体に台枠端部から斜め後方に立ち上がる側柱を設けることによって車端荷重を側構体全体に分散する、1980-90年代の標準的なSLM製の車体構造により、構体重量5.8tと軽量化を図りつつ車端耐荷重1000kNを確保したものとなっている。また、これに伴い、相応の応力を負担する側面外板には1.5mm厚のコルゲーション板を使用している。外観は角ばったデザインで、正面はくの字断面の不均等2枚窓とし、窓下部と2箇所と上部中央に1箇所に角型の前照灯と標識灯のユニットを設置している。なお、マッターホルン・ゴッタルド鉄道機の側面車体裾部は車端部と車体中央の2段で切上がった形状であるがツェントラル鉄道の量産機では車体端部のみで切上がり、中央部は直線となっている。
- 車体内は両端部が運転室、中央が機器室となっており、機器室内はZ字型の通路配置で前後の台車上部および中央部に3分割され各部の機器配置は以下のとおりとなっている。
  - 前位側台車上部：台車上部に装荷された主電動機が機器室内に張り出しており、その上部に主電動機冷却用の送風機が搭載されるほか、前位側台車用の空気ブレーキ制御装置、電動空気圧縮機、補助電動空気圧縮機、電子機器室（アクセスパネルは前位側運転室内）が設置されている。
  - 中央部機器室：中央に主変圧器、その前後に各台車毎の主制御器のサイリスタブリッジおよび界磁励磁器のユニット、主変圧器および主制御器冷却油用のオイルポンプとオイルクーラーおよびその送風機が搭載されている。更にその前後に同じく台車ごとの主制御器および主回路の接触器のユニットが搭載されている。
  - 後位側台車上部：前位側台車上部同様に主電動機およびその上部の主電動機冷却用の送風機が搭載されるほか、後位側台車用の空気ブレーキ制御装置、補助電源装置、マッターホルン・ゴッタルド鉄道機のみ電動真空ポンプおよび補助電動真空ポンプが搭載されている。
- 屋根上は屋根肩部には機器冷却気取入口のルーバーが並び、前後の台車上部にはシングルアーム式のパンタグラフが、中央部には主開閉器が設置され、その間には主回路用の抵抗器を設置している。なお、機械室部の屋根は3分割で取外しが可能な構造となっている。また、床下には空気タンクおよび蓄電池が搭載されている。
- 運転台は中央にスイスやドイツで一般的な円形のハンドル式のマスターコントローラーが、右側に縦軸式のブレーキハンドルおよび入換ブレーキ用ハンドルが設置されているほか、運転台はデスクタイプで正面に針式の計器9基とスイッチ類が、左横にスイッチ類や表示灯、無線機などがL字形に配置されている。なお、運転台は従来の機関車の左側運転台からレーティッシュ鉄道の機関車と同じ右側運転台となっている。また、運転室横の窓は引違い式で、電動式のバックミラーを装備している。乗降扉は機械室の反運転席側のみの設置となっている。
- 連結器は車体取付で、マッターホルン・ゴッタルド鉄道機はねじ式連結器で緩衝器が中央、フック・リングがその左右にあるタイプ、ツェントラル鉄道機は+GF+式[12]ピン・リンク式自動連結器となっているほか、重連総括制御用、電気暖房用およびサービス用の電気連結器、空気ブレーキ用および真空ブレーキ用（マッターホルン・ゴッタルド鉄道機のみ）の連結ホースを装備している。また、車体下部には大型のスノープラウを兼ねたスカートが設置されている。
- 各社での塗装は以下の通りである。
  - フルカ・オーバーアルプ鉄道機は車体は赤をベースに車体裾部がダークグレーで、屋根および屋根上機器が銀色、床下機器と台車はダークグレーである。側面右側コルゲーションに合わせて”FO”のロゴが入り、正面中央と反運転台側の運転室窓下に機番が入り、運転台側運転室後部には101-103号機は機体名のエンブレムが設置され、104号機以降は機体名のみが入っている。
  - ブリーク-フィスプ-ツェルマット鉄道機は車体赤をベースに車体裾部がダークグレーで、グレーと赤の境界部に銀線が入るほか、正面前照灯部に銀色の太帯が、側面に銀色の細帯が入り、屋根および屋根上機器が銀色、床下機器と台車はダークグレーである。側面左下に”BRIG-VISP-ZERMAT”のレタリングが、運転台側の運転室窓下にシンボルマークが、反運転台側運転室窓後部に機番が入り、反運転台側の運転室窓下部に機体名のプレートが設置されている。
  - マッターホルン・ゴッタルド鉄道機は車体は赤をベースに車体裾部がダークグレー、屋根および屋根上機器が銀色、床下機器と台車はダークグレーである。側面にはマッターホルン・ゴッタルド鉄道のロゴとシンボルマークが入り、正面にもシンボルマークの一部である白の斜めのストライプが入り、正面には機番は無く、反運転台側の運転室窓横に機番が入が、機体名やエンブレムについては旧フルカ・オーバーアルプ鉄道機、旧ブリーク-フィスプ-ツェルマット鉄道機とそれぞれ同位置にが設置されている。
  - スイス国鉄の試作機は車体は赤をベースに車体裾部がダークグレーで、屋根および屋根上機器が銀色、床下機器と台車はダークグレーで、車体側面右側にスイス国鉄のマークが、左下に”SBB”のレタリングが入るだけのシンプルなものであった。また、当初よりフルカ・オーバーアルプ鉄道へ譲渡することを予定していたため、車体の赤も1984年からスイス国鉄の標準色となったRAL 3020（色名：de:Verkehrsrot、通称SBB-Rot）ではなく、若干明るいフルカ・オーバーアルプ鉄道標準の赤となっていた。
  - スイス国鉄の量産機はRe460形と同様のものとなり、車体は1985年にRAL 3020から変更となったスイス国鉄標準の赤（RAL3000、色名：Feuerrot）をベースに車体裾部、屋根および屋根上機器、床下機器と台車がダークグレーで、正面窓まわりから運転室窓にかけてと前照灯間に黒帯が入り、車体側面右側にスイス国鉄のマークと左下に”SBB CFF FFS”のレタリングが、正面窓下に”Brünig”のレタリングが入るもので、スイス国鉄のマークは通常のものとコルゲーションに合わせたものの2種がある。機番は正面前照灯の間と側面車体裾部に入り、反運転台側の運転室窓後部に機体名のエンブレムが設置されている。
  - ツェントラル鉄道機は車体は赤をベースに車体側面裾部が白、屋根および屋根上機器、床下機器と台車がダークグレーで、正面窓まわりから運転室窓にかけてと前照灯間に黒帯が入っており、側面右側にツェントラル鉄道のシンボルマークが大きく入るもので、機番は正面前照灯の間と側面車体裾部に入り、反運転台側の運転室窓後部に機体名のエンブレムが設置されている。
  - ツェントラル鉄道機では、スイス国鉄時代よりHGe101 967号機がゴールデン・パスの広告塗装となっているほか、HGe101 962号機や968号機に全面広告がなされていた。また、マッターホルン・ゴッタルド鉄道機では側面に氷河急行の広告を入れた機体が用意され、HGe4/4II106号機に2006年のシオン冬季オリンピック誘致活動や、フルカベーストンネルの列車フェリーの全面広告がなされていたほか、ブリーク-フィスプ-ツェルマット鉄道時には側面に各種文字広告が入れられていた。

### 走行機器

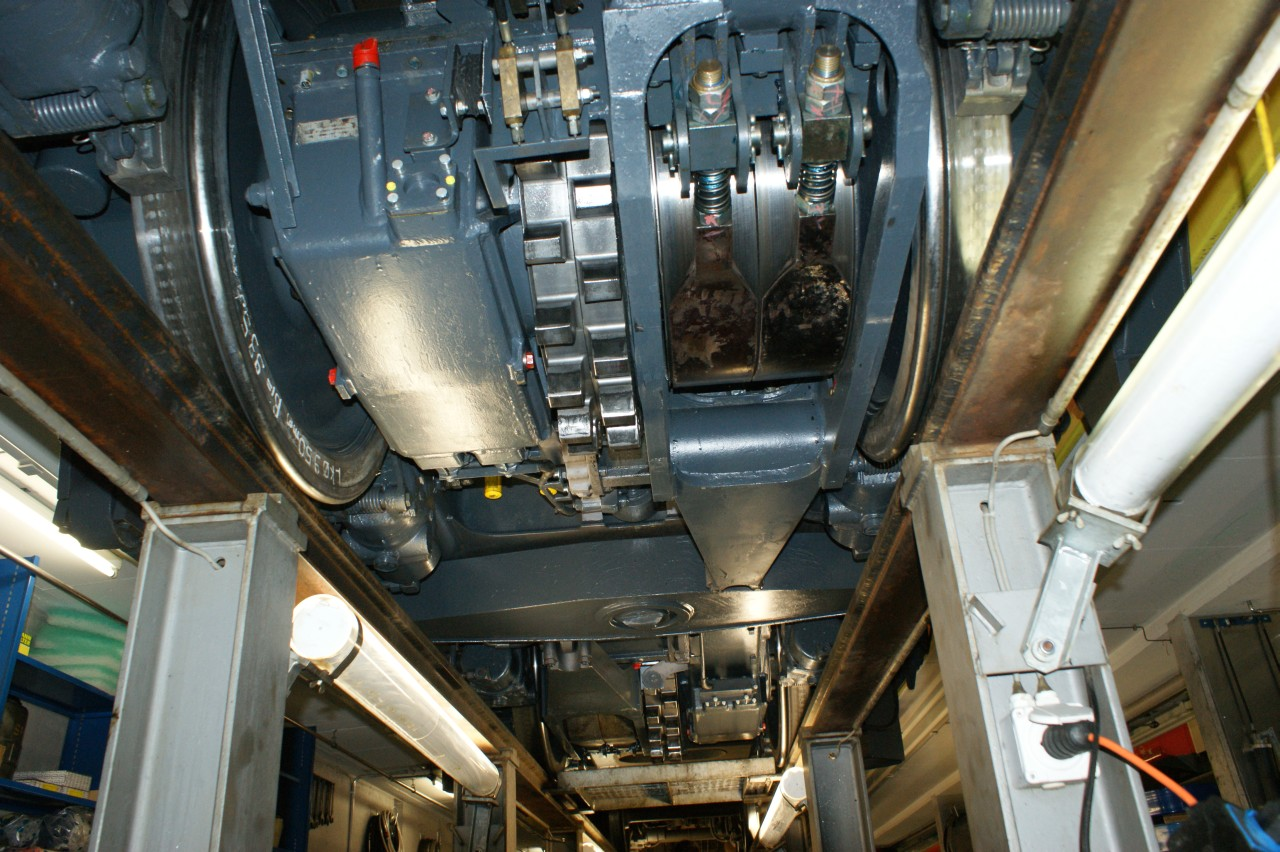
マッターホルン・ゴッタルド鉄道のHGe4/4^{II}形の台車下部、左右の動輪の中央にラックレール用のピニオン（ラックレール2条のアプト式のためピニオンも2組）、その右側が2組のバンドブレーキ、左側が動輪およびピニオン用の歯車箱

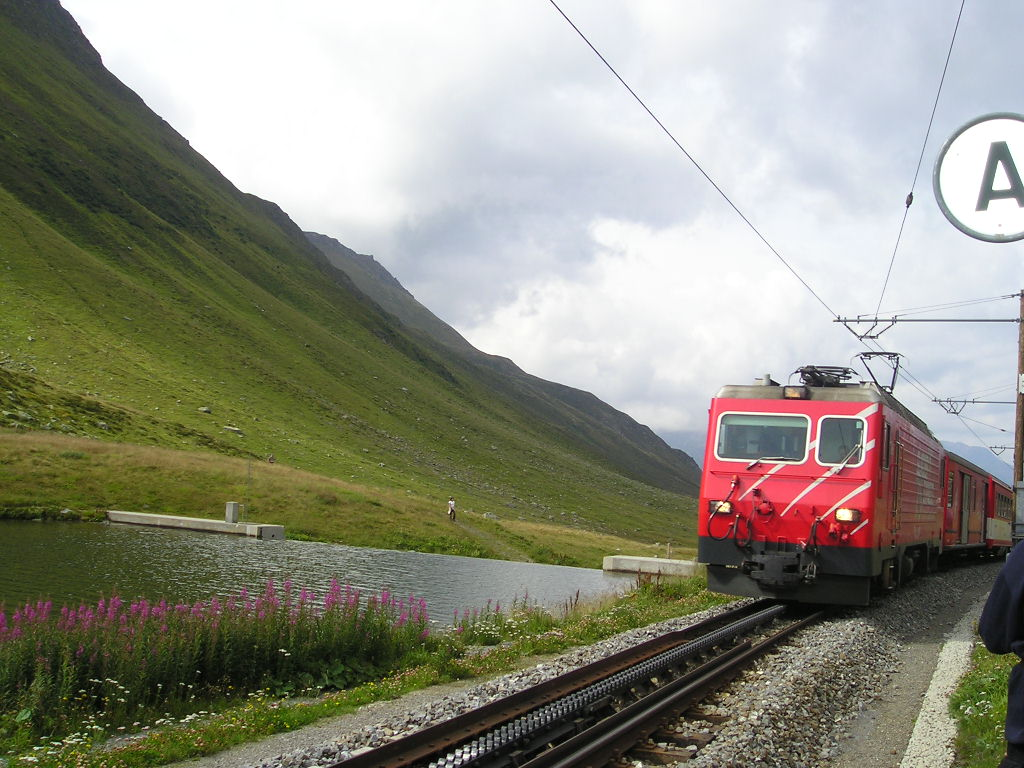
ラック区間を走行するHGe4/4^{II}形、マッターホルン・ゴッタルド鉄道はラックレール2条のアプト式、2006年

- 台車は鋼板の溶接組立式で全長約5000mm、軸距2980mmのラック式台車である。台車枠は側梁2本と端梁2本を四角に組み、左右の側梁の中央下部に中梁を渡した構造で、軸箱支持方式は円筒案内式、牽引力伝達は台車の下に枕木方向に渡されたボルスタと台車枠横梁間でセンターピンによって伝達し、ボルスタからはボルスタアンカで車体に伝達される方式で、枕ばね、軸ばねはコイルばねとして共にオイルダンパを併設している。また、主電動機は各軸の動輪とピニオンを同じ主電動機で駆動しているが、タイヤの磨耗による動輪径の変化に関わらずに動輪とピニオンの周速を一致させて駆動装置へかかる負担を低減することと、粘着区間で高速運転を可能とすることを目的として駆動装置内に差動装置が組込まれている。ラック方式はマッターホルン・ゴッタルド鉄道機はラックレール2条のアプト式、ツェントラル鉄道機はラックレールがラダー型1条のリッゲンバッハ式で、有効径840mm（マッターホルン・ゴッタルド鉄道機）もしくは828mm（ツェントラル鉄道機）のピニオンは各動軸にフリーで嵌込まれており、これにバンドブレーキ用のドラムが2組ずつ併設されている。
- 主電動機は台車毎の2基と主電動機側歯車箱2基を一体に結合した上で台車枠側梁に左右計4箇所で装荷されており、主電動機の駆動力は、主電動機側歯車箱から、枕木方向に装備されたカルダン軸を経て動輪/ピニオン側歯車箱へ伝達される。この動輪/ピニオン側歯車箱は動軸と台車中梁間に吊り掛け式に装荷されており、駆動力は歯車箱内の差動装置に入力される。主電動機から差動装置までの駆動力伝達は以下のとおり。
  - 主電動機軸 - 主電動機側歯車箱の入力歯車 - 中間歯車 - 出力歯車 - カルダン軸 - 動輪/ピニオン側歯車箱の入力小歯車 - 中間歯車 - 差動装置入力大歯車
- 差動装置は通常の台車で主電動機が装荷されている位置にあり、駆動力は差動装置で動輪とピニオンに振り分けられて伝達され、減速比は動輪が1:4.981（マッターホルン・ゴッタルド鉄道機）もしくは5.162（ツェントラル鉄道機）、ピニオンは差動装置による可変式であり、ラック区間では牽引力の最大2/3を負担する。差動装置内およびそこから動輪およびピニオンへの駆動力伝達は以下のとおり。
  - 動輪：差動装置の入力大歯車およびこれに接続する遊星歯車装置の遊星キャリア - 太陽歯車およびこれに接続する動輪用出力小歯車 - 中間歯車 - 動軸の大歯車
  - ピニオン：差動装置の入力大歯車およびこれに接続する遊星歯車装置の遊星キャリア - 外輪歯車およびこれに接続するピニオン用出力小歯車 - 中間歯車 - ピニオンの大歯車
  - 差動装置用オイルポンプ：ピニオン用出力小歯車軸を外輪歯車、動輪用出力小歯車軸を遊星キャリアとする遊星歯車装置の太陽歯車 - これを遊星キャリア、外輪歯車を固定とするもう一組の遊星歯車機構の太陽歯車 - 差動装置用オイルポンプ
- 基礎ブレーキ装置は動輪に作用する踏面ブレーキ用としてばねブレーキ機能付のユニットブレーキが両抱式に各動輪あたり2基（1台車あたり8基）、ピニオン用としてピニオン軸に併設されたブレーキドラムに作用するばねブレーキ機能付のバンドブレーキが各ピニオンあたり2基（1台車あたり4基）設置されている。このバンドブレーキは各ピニオンあたり2基を一体として動軸と台車中梁間に吊り掛け式に装荷されている。
- ブレーキ装置は、急勾配での運行を考慮して以下の通り装備されている。
  - ブレーキシステムI：常用ブレーキとして、機関車側では主制御器による電気ブレーキとして最大ブレーキ力100kN/210kN（粘着区間/ラック区間）のブレーキ力を発揮する抑速機能つきの回生ブレーキと、機械式ブレーキとして粘着動輪に作用する踏面ブレーキを作用させる空気ブレーキを装備して、機関車単体では最大110kNのブレーキ力を発揮する。また、列車用としては空気ブレーキ（機関車およびツェントラル鉄道の列車、マッターホルン・ゴッタルド鉄道の列車フェリー用）、列車用の真空ブレーキ（マッターホルン・ゴッタルド鉄道機のみ、列車フェリー以外の列車用）を装備する。
  - ブレーキシステムII：非常ブレーキとしてラック区間ではピニオン軸のバンドブレーキのばねブレーキ機能が384kNを負担し、同じく踏面ブレーキのばねブレーキ機能を併用して圧縮空気/電源電圧共に0の状況においても最大450kNの強力なブレーキ力を作用させるものである。
  - 駐機ブレーキ：踏面ブレーキおよびバンドブレーキに併設されたばねブレーキ機能は駐機ブレーキとしても使用される。
  - 入換ブレーキ：機関車単独用で、空気ブレーキによって最大ブレーキ力110kNを発揮する入換用ブレーキを有している。
- このほか、台車の機関車両端の動輪に砂撒き装置が装備され、砂箱は車体内に設置されているほか、各動輪にフランジ塗油器が、各ピニオンにも塗油器が設置されており、台車枠側梁下にオイルタンクと弁装置が搭載されている。また、前後の台車をリンクで接続し、曲線区間での台車変位を均等なものにしてレールとの横圧を減らす方式としている。

### 電気機器
- 制御方式はスイス国鉄のRe440形電気機関車とRBDe560形電車のものをベースとしたサイリスタ位相制御方式であり、車体中央に搭載された主変圧器によって架線電圧から降圧した電力を制御装置2台で制御し、1台の制御装置で各台車毎2基の主電動機を駆動している。主変圧器はアルミ筐体で総重量850kgのTyp LOT 3000で、入出力の定格は以下のとおりであるほか、冷却は油冷式で冷却用のオイルポンプと強制風冷式オイルクーラーを装備しており、冷却気は屋根上肩部の吸気口から吸入している。
  - 入力：ツェントラル鉄道機はAC15kV 200A、マッターホルン・ゴッタルド鉄道機はAC11kV 250A
  - 走行用出力：主回路用としてAC270V×2段およびAC540V 各1030Aを2組、分巻界磁回路用としてAC70V×2段を2組
  - 暖房用出力：ツェントラル鉄道機はAC1519V 335A、マッターホルン・ゴッタルド鉄道機はAC330V 1000A
  - 補機用出力：AC330V 100AおよびAC1012V 120A
- 主回路および分巻界磁回路にはGTOサイリスタを使用して重量700kgのラックにまとめられているほか、素子の冷却は油冷式で、主変圧器同様に冷却用のオイルポンプと強制風冷式オイルクーラーを装備し、冷却気は屋根上肩部の吸気口から吸入している。また、主電動機は1時間定格出力425kW、連続定格出力380kW、重量1860kgのBBC製Typ 4 FXM 3262直流複巻整流子電動機 を4基搭載し、1時間定格牽引力113.8kN、連続定格牽引力101.5kNの性能を発揮する。冷却はファンによる強制通風式で、冷却気は同じく屋根肩部の吸気口から吸入する。1台の主制御器の主回路に2基の主電動機が並列に接続され、分巻界磁回路には2基の主電動機の分巻回路が直列に接続される構成となっており、力行・ブレーキ時の主回路動作は以下のとおりであるほか、前進・後進の切換は各種電動機毎に装備された逆転器により電機子電流を反転させることにより行っている。
  - 力行：主電動機の電機子および直巻界磁を電圧0-900V、電流0-1150A、分巻界磁を電流0-179Aで制御し、弱め界磁を併用する。
  - 電気ブレーキ：主電動機の直巻界磁を回路から開放し、電機子電流を0-900A、分巻界磁電流を0-289Aで制御して回生ブレーキを作用させる。
- 機関車内の補機類の駆動のため主変圧器のAC1012V出力を使用するコンバータ・インバータ方式のTyp HUR 100-1補助電源装置を1基搭載している。これは定格入力AC1000V、出力三相AC418V 可変周波数で容量100kVA（出力55Hz時）の性能を持つもので、これにより主電動機冷却用、主制御器オイルクーラー用、主変圧器オイルクーラー用各2台ずつ計6台の送風機、主制御器用および主変圧器用各2台ずつ計4台のオイルポンプとAtlas Copco製の電動空気圧縮機1基を駆動している。また、主変圧器のAC330V出力を使用する直流電源装置によって直流制御回路と定格36V 60Ahの蓄電池の充電を行うほか、マッターホルン・ゴッタルド鉄道機にはAtlas Copco製Typ CLFE電動真空ポンプ1基を駆動するための直流電源装置を装備している。
- そのほか、パンタグラフはシングルアーム式で定格容量AC15kV 500AのTyp ESADを2基搭載するほか、主遮断器は定格容量400A 200MVAのTyp DBTF20i200を1基、いずれもAtlas Copco製の補助電動空気圧縮機2基（マッターホルン・ゴッタルド鉄道機は1基）、Typ CLFE181電動真空ポンプおよび補助電動真空ポンプ各1基（マッターホルン・ゴッタルド鉄道機のみ）などとなっている。

- 重連総括制御と制御客車や除雪車からの遠隔制御が可能であり、ツェントラル鉄道機はABt 900-905形などの従来型の制御客車のほか、ABt 941-943形3車体連接・部分低床式制御客車やXrotm 51形ロータリー除雪車からの遠隔制御が可能となっている。一方、マッターホルン・ゴッタルド鉄道機はGe4/4形との重連総括制御が可能とであるほか、旅客列車用の各種制御客車および旧フルカ・オーバーアルプ鉄道所属機であるHGe4/4II 101-108号機は列車フェリー用の制御客車であるBDt 4361-4363形からの遠隔制御が可能である。
- 機関車内の各機器はBBC製の車両制御システムによって統合されており、直列伝送併用の2重系の制御系により2台の制御装置はそれぞれ独立して制御されるほか、モニタ装置としてSécheron-Hasler[13]製のTeloc2000 Sを搭載している。

### 主要諸元
| マッターホルン・ゴッタルド鉄道HGe4/4II形 - 電気方式：AC11kV（最低9.5kV） 16.7Hz 架空線式 - 最大寸法：全長14776mm、全幅2683mm、屋根高3379mm、全高3939mm（パンタグラフ折畳時） - 車輪径：943mm - ピニオン有効径：840mm（アプト式） - 減速比（動輪/ピニオン）：4.981/可変 - 最高速度 - 粘着区間：90km/h - ラック区間：35km/h - ブレーキ装置：回生ブレーキ、空気ブレーキ（機関車用および列車フェリー用）、真空ブレーキ（列車フェリー以外の列車用）、ばねブレーキ | ツェントラル鉄道機HGe101形 - 電気方式：AC15kV（最低13kV） 16.7Hz 架空線式 - 最大寸法：全長14800mm、全幅2683mm、屋根高3390mm、全高3950mm（パンタグラフ折畳時） - 車輪径：965mm - ピニオン有効径：828mm（リッゲンバッハ式） - 減速比（動輪/ピニオン）：5.162/4.467まで可変 - 最高速度 - 粘着区間：100km/h - ラック区間：40km/h（登り）、25km/h（下り） - ブレーキ装置：回生ブレーキ、空気ブレーキ、ばねブレーキ |

両機種共通
- 軸配置：Bo'zzBo'zz
- 軌間：1000mm
- 軸距：2980mm
- 台車中心間距離：7360mm
- 自重：64.0t
- 走行装置
  - 主制御装置：サイリスタ位相制御
  - 主電動機：Typ 4 FXM 3262直流複巻整流子電動機×4台
    - 連続定格：出力459kW、電圧850V、電流570A、分巻界磁電流179A、トルク3343Nm、回転数1311rpm
    - 1時間定格：出力483kW、電圧850V、電流600A、分巻界磁電流179A、トルク3538Nm、回転数1302rpm
    - 最大：電圧900V、電流1150A、分巻界磁電流179A（改正ブレーキ時289A）、トルク7182Nm、回転数2875rpm
- 補助電源装置：出力120kVA、3相交流
- 牽引力：連続定格141kN/46km/h、1時間定格150kN/45km/h、最大230kN/280kN（粘着区間/ラック区間）
- ブレーキ力
  - 電気ブレーキ：最大100kN/210kN（粘着区間/ラック区間）
  - 非常ブレーキ：450kN（ラック区間）
- 牽引トン数：130t/120t（110/120パーミル・ラック区間）、400t/350t/150t（19パーミル/フルカトンネル/40パーミル・粘着区間）

## 運行

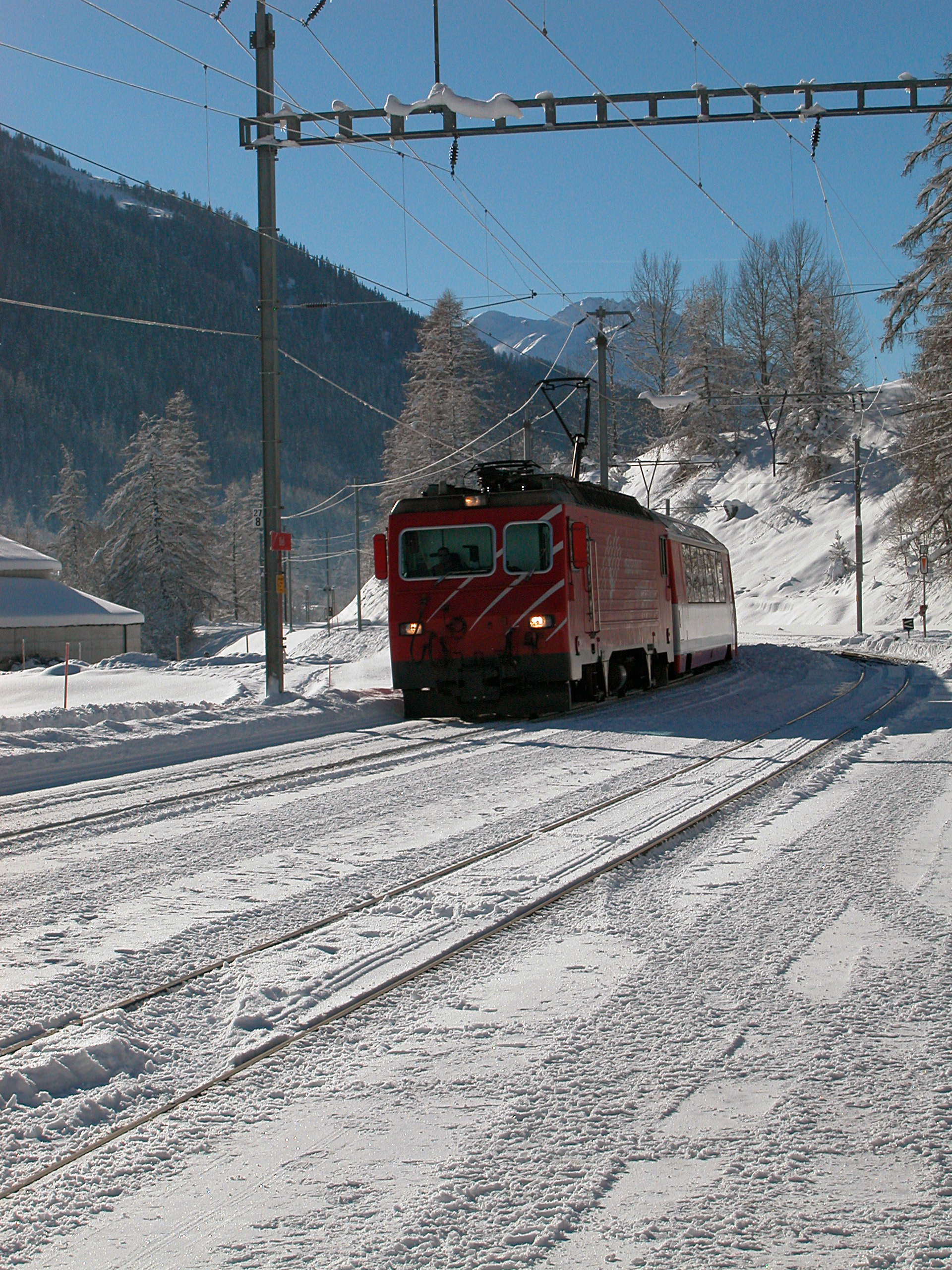
HGe4/4^{II}形が牽引する冬季の 氷河急行

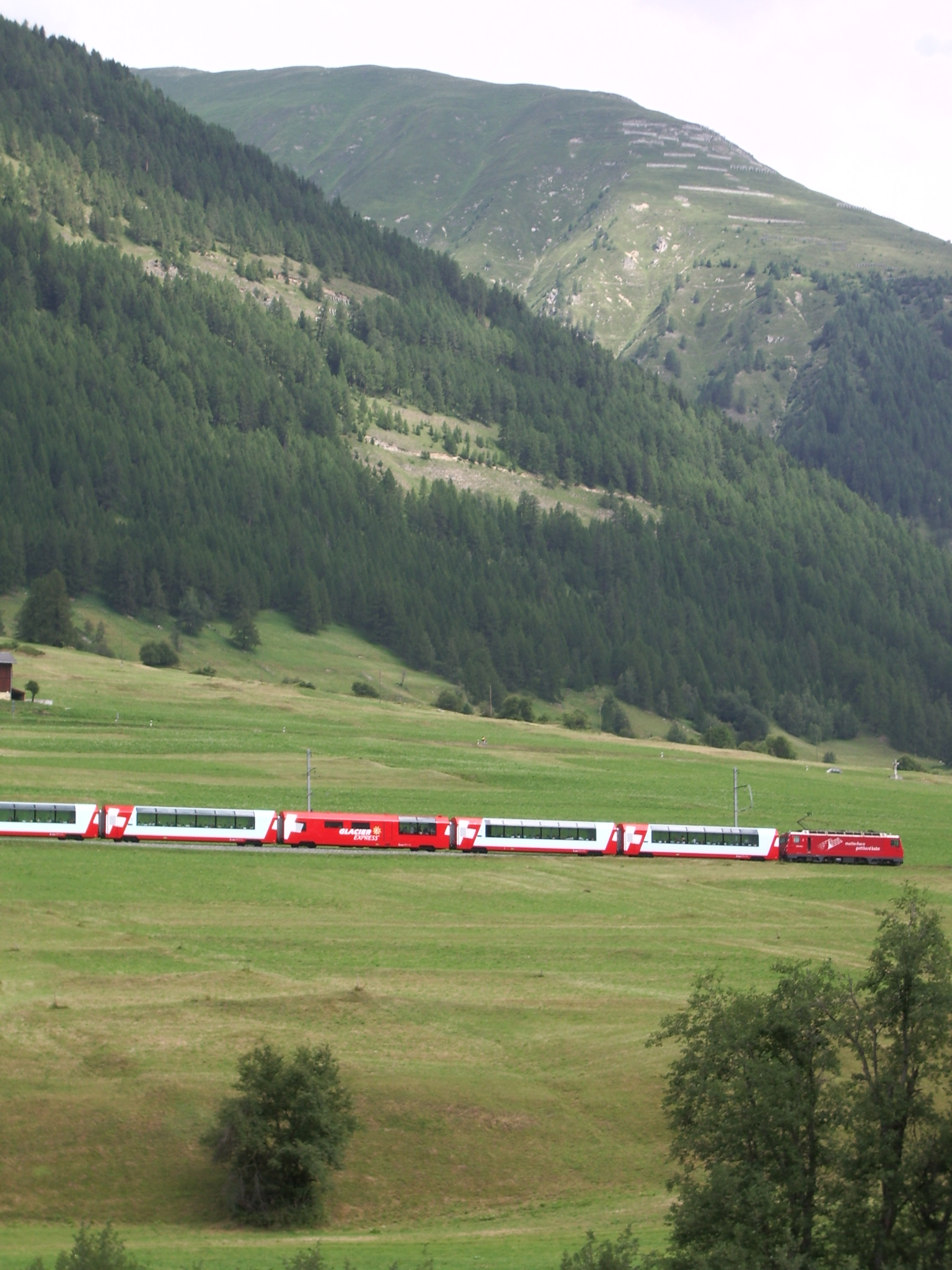
氷河急行専用客車GEX 2006を牽引

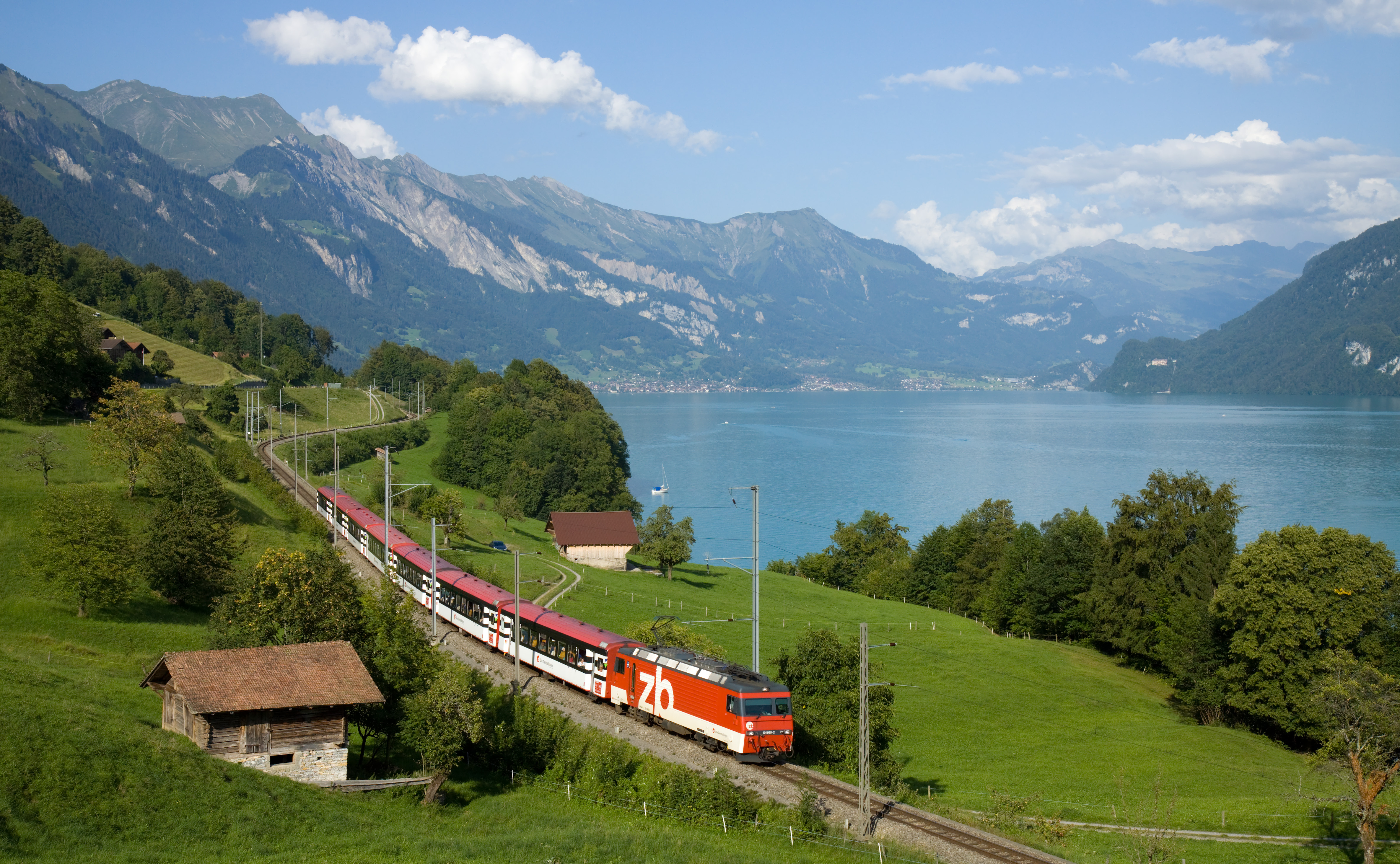
ブリエンツ湖畔のインターレギオ、HGe101形が牽引

### マッターホルン・ゴッタルド鉄道
- 旧フルカ・オーバーアルプ鉄道線の本線は全長96.9km、最急勾配40/110パーミル（粘着/ラック区間）で、レーティッシュ鉄道[14]のディセンティス/ミュンスターとスイス国鉄、旧ブリーク-フィスプ-ツェルマット鉄道のブリークを結ぶ路線である。なお、全長3.7km、最急勾配181パーミルで本線のアンデルマットとスイス国鉄のゲシェネンを結ぶシェレネン線では本機は運行されていない。同線では試作機の導入後HGe4/4I形と共通で運行されていたが、順次同形式を置き換え、量産機の導入後はHGe4/4I形は季節列車などで運行されるのみとなっている。本形式は、氷河急行やその他ローカル列車の客車列車や貨物列車の牽引に使用され、通常長いもので6両編成程度となる。なお、レーティッシュ鉄道内で12-13両編成で運行されている一部の氷河急行はマッターホルン・ゴッタルド鉄道線内では続行運転で運行されている。
- 全長15.4kmでフルカ峠を迂回するフルカベーストンネルの両端のレアルプとオバーワルド間[15]の列車フェリーは通常はGe4/4形電気機関車が牽引しているが、金-月曜日は2機運用で同機の保有数は2機のみであるため、検査等の際には本機が予備として使用される。この列車はBDt 4361-4263形制御客車と、SKl-v 4801-4807形ランプ車およびSKl-tv4811-4827形車運車で構成され、機関車＋ランプ車2両＋車運車最大8両程度＋ランプ車1-2両＋制御客車の編成で最高速度90km/hでプッシュプル運転される。車運車は屋根付きで総重量16t、全高3.05m、全幅2.50mまでの車両を、ランプ車は屋根無で大型車用の車運車を兼ねており、総重量20 t、全高3.62m、全幅2.50mまでの車両を搭載可能であり[16]、このほかバイクおよび自転車での利用も可能となっている。
- マッターホルン・ゴッタルド鉄道の旧ブリーク-フィスプ-ツェルマット鉄道区間では、氷河急行やその他ローカル列車の客車列車の牽引に使用され、通常長いもので6-8両編成程度であり、編成端に制御客車を連結したシャトルトレインとしても運行されている。
- 旧ブリーク-フィスプ-ツェルマット線は全長44.0km、高度差855m、最急勾配25/125パーミル（粘着/ラック区間）で、スイス国鉄と旧フルカ・オーバーアルプ鉄道のブリークからゴルナーグラート鉄道のツェルマットを結ぶ路線である。
- 2007年12月4日には旧フルカ・オーバーアルプ鉄道線のブリーク付近を路線変更し、もともとはローヌ川上流側から来た路線が一旦下流側に回り込んでからブリーク駅へ進入し、スイッチバックをして旧ブリーク-フィスプ-ツェルマット鉄道線へ向かっていたものを、上流側から直接ブリーク駅へ進入してそのまま下流側のフィスプ方向へ向かうように変更となり、HGe4/4II形が牽引する氷河急行もブリークでの機関車付替えをせずにそのまま直通する運行となっており、現在ではローカル列車も旧フルカ・オーバーアルプ鉄道機と旧BVZ鉄道機は共通で運用されている。
- 貨物列車に関しては旧フルカ・オーバーアルプ線では前述のフルカベーストンネルの列車フェリーと後述するゴッタルドベーストンネル建設線のほか、オーバーアルプ峠を越える、アンデルマット - セドルン間の乗用車輸送貨車数両と客車による列車フェリーが運行されており、Deh4/4II形などとともに本形式もその牽引に使用されているが、一般的な貨物列車はほとんど運行されていない。一方、旧BVZ線では2010年代においても週約40便、年間40000t程度の貨物輸送があり、本形式がフィスプ-ツェルマット間の貨物列車を牽引している。また、アルプトランジット計画の一環である全長57kmのゴッタルドベーストンネル建設は両端を含め5箇所から掘削が進められているが、そのうちの1箇所であるセドルンの建設基地への一般貨物輸送用に2.2kmの貨物路線が1998年に建設されており、本形式がこの貨物路線から旧フルカ・オーバーアルプ鉄道本線を経由してレーティッシュ鉄道へ連絡するディゼンティス/ミュンスターまでの9.9kmを運行する不定期貨物列車5往復を牽引している。

### ツェントラル鉄道
- ツェントラル鉄道のブリューニック線は全長74.0km、高度差566m、最急勾配128パーミルでルツェルン-インターラーケン・オスト間を結ぶ山岳路線で、ブリューニック線とBLS AG[17]のインターラーケン・オスト - ツヴァイジンメン間、モントルー・オーベルラン・ベルノワ鉄道[18]のツヴァイジンメン - モントルー間を合わせてゴールデンパス・ラインを構成しており、かつてはスイス国鉄の唯一の1m軌間の路線であった。
- 試作機であるHGe4/4II形1951-1952号機は導入後各種試験を実施したほか、1985年末からは運用に入って主にルツェルンからラック区間でブリューニック峠を超えてスイッチバック式のマイリンゲン間で運行されている。例えば1988年のダイヤでは以下の2運用で使用され、重連総括制御はできないもののDeh4/6形やHGe4/4I形との重連も設定されていた。
  - 362運行：マイリンゲン（出庫） - ギスヴィール - マイリンゲン -（Deh4/6形もしくはHGe4/4I形と重連）- ギスヴィール -（Deh4/6形もしくはHGe4/4I形と重連）- マイリンゲン - ルツェルン - マイリンゲン - ギスヴィール -（ギスヴィール - ブリューニック・ハスリベルク間はDeh4/6形もしくはHGe4/4I形と重連）- マイリンゲン - ルツェルン（入庫）：231km
  - 363運行：ルツェルン（出庫） - ギスヴィール - ルツェルン - マイリンゲン - ルツェルン - マイリンゲン - ルツェルン - マイリンゲン（入庫）：283km
- その後ブリューニック線では旧Deh4/6形から称号改正されたDeh120形荷物電車とそれを粘着区間専用機に改造したDe110形荷物電車と共に主力として使用され、量産機の製造に伴ってHGe100形（旧HGe4/4I形）を置換えており、同形式は1996年までに廃車となったほか、Deh120形についても歴史的車両として動態保存されている機体と予備機を除いて粘着区間専用のDe110形に改造されるか廃車となっている。
- 量産機導入後は、ブリューニック線のラック区間では本形式のみが通常の営業列車を牽引できる機体となったため、ルツェルン - インターラーケン・オスト間のインターレギオを中心に運行されており、そのうち数往復は食堂車とパノラマ車を連結したゴールデンパス・パノラミックとなっている。また、2010年12月に旧ルツェルン-シュタンス-エンゲルベルク鉄道線のエンゲルベルクトンネルが開通して同線の最急勾配が250パーミルから105パーミルに緩和されたため、本機は更新改造を実施した従来型軽量客車最大4両程度、ABt 941-943形連接、低床式制御客車と編成を組んでルツェルン - エンゲルベルク間のインターレギオとしても運行されるようになってBDeh140形電車が牽引する列車の一部を置き換えており、逆にこの運行に充当する機体を捻出するため、ブリューニック線のインターレギオのメイリンゲン - インターラーケン・オスト間はDe110形による牽引に変更となっている。
- 2012-13年には主に旧式化した客車の置き換えのために部分低床式で、粘着区間では最高速度120km/hを発揮可能な新しいラック式電車であるABeh150形（7両編成）4編成およびABeh160形（3両編成）6編成が導入され、ルツェルン - インターラーケン・オスト間で主力として運行される予定であるが、それに伴い本形式は主要な運行区間をルツェルン - エンゲルベルク間に移してBDeh140形を完全に置き換えることとなっている。
- ブリューニック線では旧来より貨物輸送はあまり多くなく、現在では3線軌条もしくは4線軌条のルツェルン - ボロウ間で標準軌貨車による貨物列車が運行されるほか、2006年までは粘着区間でロールワーゲンによる標準軌貨車輸送が行われていたが、ツェントラル鉄道では工事列車用以外の通常の貨車は保有していない。本形式もあまり貨物列車の運用にはついておらず、近年の短編成の貨物列車もしくは工事列車はDeh120形/De110形やHGm104形電気式ディーゼル機関車による牽引が中心となっており、本形式は粘着区間専用で3車体連接のABe130形電車がラック区間用を超えて回送される際の牽引などで使用されている。